# San Fernando megye
San Fernando egy megye Argentínában, Chaco tartományban. A megye székhelye Resistencia.

## Települések
A megye 4 nagyobb településből (Localidades) áll:
- Barranqueras
- Basail
- Fontana
- Puerto Vilelas
- Resistencia

Kisebb települései (Parajes):